# Niels Bukh

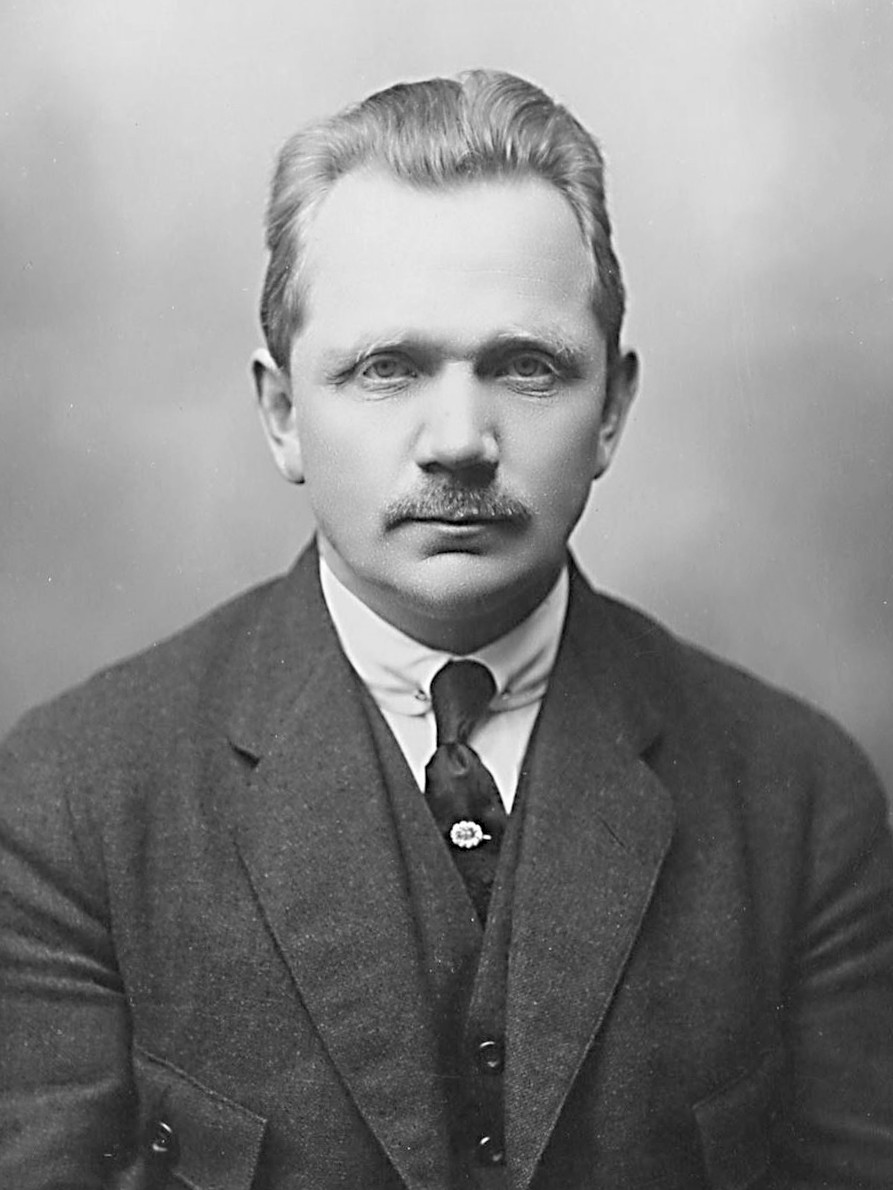
Retrato de Niels Bukh

Niels Ebbesen Bukh (Snejbjerg, 15 de junio de 1880 – 7 de julio de 1950) fue un gimnasta y entrenador de gimnasia danés.

## Biografía
Nacido el 15 de junio de 1880, en Snejbjerg, se crio en un ambiente influido por la escuela de gimnasia sueca de Pehr Henrik Ling y el grundtvigianismo. Bukh fue el desarrollador de la escuela de «gimnasia primitiva» y en 1912 condujo al combinado de Dinamarca a la obtención de la medalla de plata en gimnasia en los Juegos Olímpicos de Estocolmo. Llegó a participar en el resto de citas olímpicas hasta su muerte exceptuando Los Ángeles 1932 y Londres 1948. Adepto de Hitler y Mussolini, fue una figura clave en la difusión de ideas fascistizantes desde el ámbito del culturismo. Bukh, que era homosexual, falleció el 7 de julio de 1950.